# Superfunk
Superfunk is een Franse house-groep uit Marseille. De groep bestaat uit de drie dj's, Fafa Monteco, Mike 303 (echte naam Hamdi Hassen) en Stéphane B (echte naam Stéphane Bonan). Ze waren actief rond het jaar 2000. De bekendste single van dat album was Lucky Star, ingezongen door Ron Carroll.
Superfunk werd in 1998 opgericht door Stéphane Bonan, Fabrice Texier en Hamdi Hassen uit Marseille. Ze brachten platen uit op het eigen Fiat lux-label. Zo maakten ze in 1998 het nummer New Jersey van Dealers of Funk. In 1998 begonnen ze ook met het project Superfunk, waarvoor enkele tracks werden gemaakt. In 1999 kwamen ze onder de aandacht bij Virgin door de track Come back, die op het verzamelalbum Fiat Lux Racing Team 99 staat. In samenwerking met Virgin brachten ze begin 2000 het nummer Lucky star uit. Dit in samenwerking met zanger Ron Caroll. Het nummer werd een groot succes. Het nummer werd een nummer een hit in meerdere landen, waaronder Frankrijk zelf. Daarna verschenen nog de singles Young MC en Last dance. Allen stonden op het debuutalbum Hold up, dat bestond uit clubgerichte Franse house met veel gebruik van samples. Na 2000 werd het stil om Superfunk. Fabrice Texier verliet te groep geruisloos.
De overgebleven leden maakten een doorstart als Superfunk inc. samen met Sasha Valmont als nieuw lid. Er verschenen in 2004 de singles Lover en de Joe Smooth-cover The Promised land en er werd een album aangekondigd dat Future pop had moeten gaan heten. Dit album is echter nooit verschenen. 
| Single met hitnotering(en) in de Vlaamse Ultratop 50 | Datum van verschijnen | Datum van binnenkomst | Hoogste positie | Aantal weken | Opmerkingen |
| ---------------------------------------------------- | --------------------- | --------------------- | --------------- | ------------ | ----------- |
| Lucky Star                                           | 2000                  | 19-02-2000            | 5               | 16           |             |

| Single met eventuele hitnotering(en) in de Nederlandse Top 40 | Datum van verschijnen | Datum van binnenkomst | Hoogste positie | Aantal weken | Opmerkingen |
| ------------------------------------------------------------- | --------------------- | --------------------- | --------------- | ------------ | ----------- |
| Lucky Star                                                    | 2000                  | 19-02-2000            | 24              | 16           |             |